# 長崎電気軌道1500形電車
長崎電気軌道1500形電車（ながさきでんききどう1500がたでんしゃ）は、1993年（平成5年）に登場した長崎電気軌道の路面電車車両である。
本項では、本形式の改造により誕生した1500A形電車についても記述する。

## 概要
ラッシュ時に運行されていた700形や1050形といった非冷房車の置き換えを目的として、1993年（平成5年）から1997年（平成9年）までに7両が登場した。
1200形・1300形同様、アルナ工機で製造した新造車体と中古の台車、電装品を組み合わせた機器更新車である。
前形式の1300形では縦並びであった前照灯・尾灯の配置が横並びとなり、側面窓も枚数を削減したうえで大型化されている。塗装は2000形以降の新造車で見られる軽快電車の塗装を踏襲しているが、窓回りや窓サッシはブラウンに塗り分けられている。
客室内は従来の型式と比べて降車ボタンの増設や天井のエアコン吹き出し口の形状変更がなされている。1996年（平成8年）製造の1506号以降は吊革が増設された。
台車や電装品等は西鉄北九州線600形の廃車発生品を再利用している。このうち、主電動機は長崎電気軌道として初めて出力45kW（一時間定格）のものが搭載されている。

## 1500A形への改造

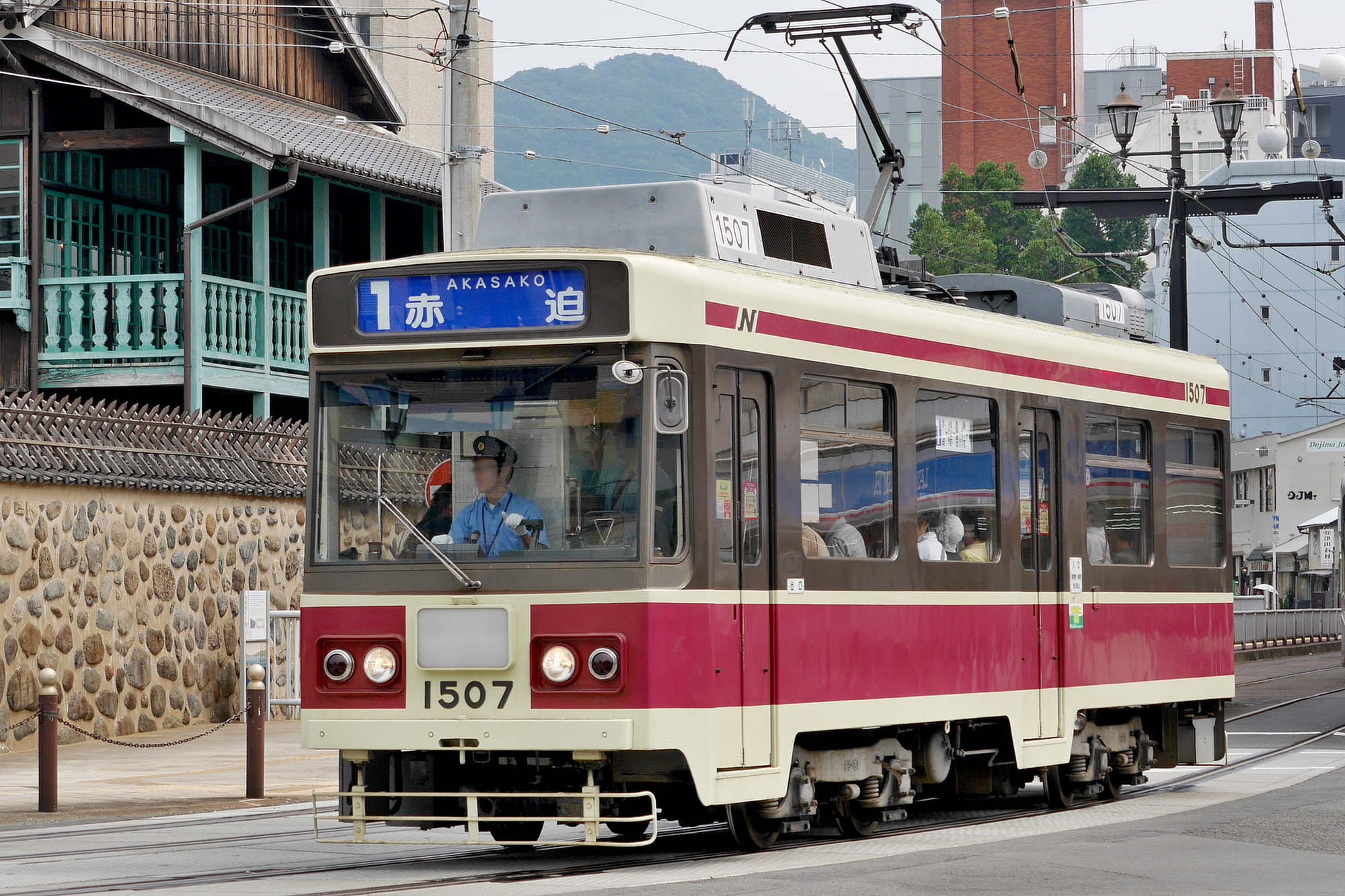
間接制御化された1507号

長崎電気軌道では1200形5両を台車交換（K-10型→FS-51型）のうえ間接制御化し、1800形と同水準の走行性能にするリニューアル工事を実施していたが、4両（1202 - 1205）を改造したところでFS-51型台車の自社保有在庫が尽きたことから、残る1両（1201）は未改造のままであった。
その代わりとして2010年（平成22年）にFS-51型台車を装着する1500形1507号が間接制御化などの改造を施され、同年8月に1500A形として竣工した。
改造では間接制御化や側面行先表示器の大型化、制動システムの二重化など1200形のリニューアルに準じた変更のほか、併せて電動空気圧縮機（コンプレッサー）の交換も実施されている。

## 現状

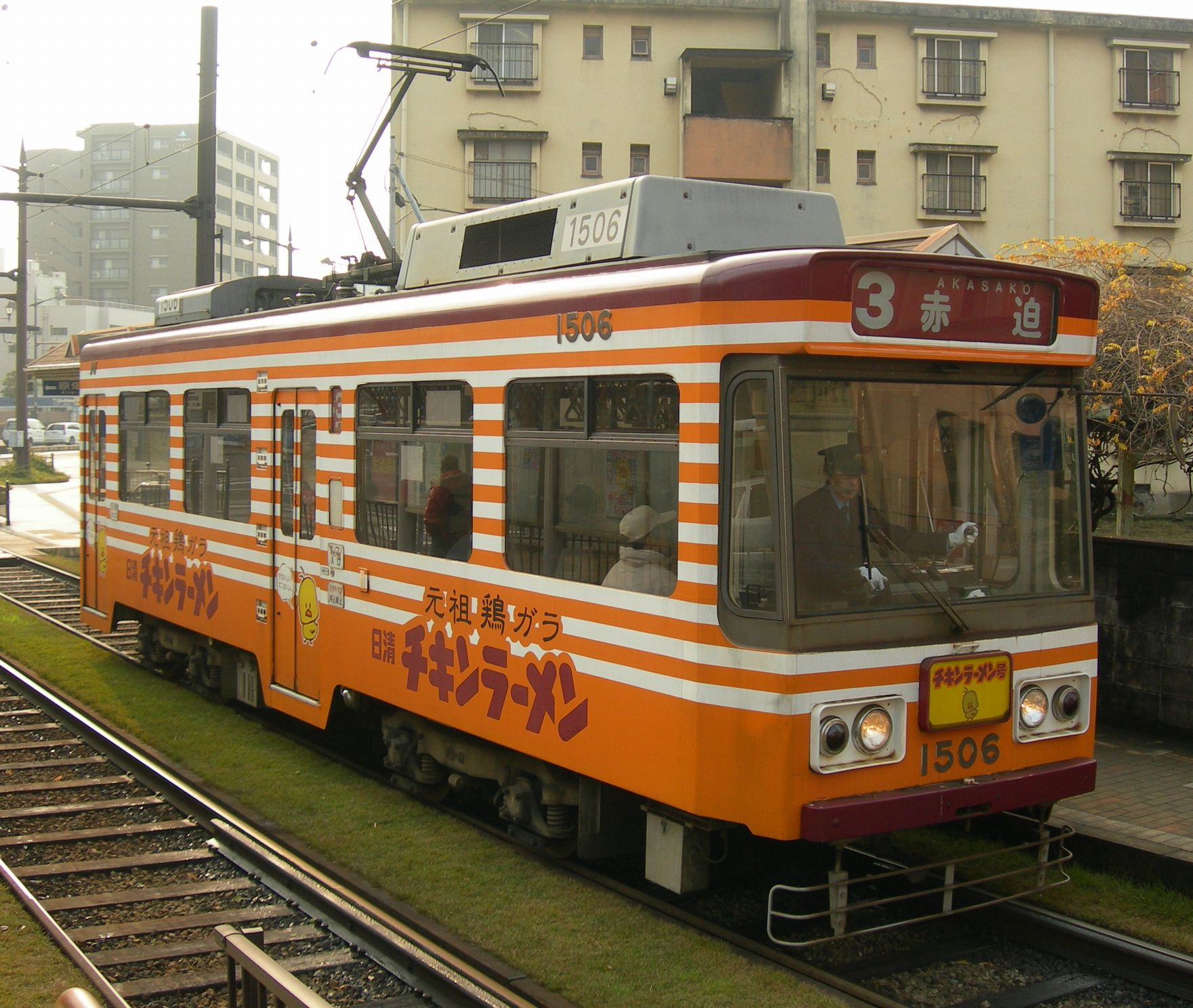
チキンラーメンのカラー電車

2018年4月現在、1500形6両（1501 - 1506）、1500A形1両（1507）の7両が在籍する。全車がカラー電車Bタイプとして全面広告の対象となっている。

## 車歴表
| 形式名  | 車両番号 | 入籍年月日    | 備考                                 |
| ------- | -------- | ------------- | ------------------------------------ |
| 1500形  | 1501     | 1993年7月10日 |                                      |
| 1500形  | 1502     | 1993年7月10日 |                                      |
| 1500形  | 1503     | 1994年7月7日  |                                      |
| 1500形  | 1504     | 1995年6月22日 |                                      |
| 1500形  | 1505     | 1995年6月22日 |                                      |
| 1500形  | 1506     | 1996年6月27日 |                                      |
| 1500A形 | 1507     | 1997年6月23日 | 2010年8月13日付で1500A形に形式変更。 |